# Massmart
Massmart Holdings Limited är ett sydafrikanskt multinationellt detaljhandelsföretag som är verksamma i tolv afrikanska länder söder om Saharaöknen under olika butikskoncept så som Builders Warehouse, Carry, Dion Wired, Game, Jumbo Cash och Makro. De är Afrikas näst största detaljhandelskedja efter omsättning. Företaget är dotterbolag till världens största detaljhandelskedja, amerikanska Walmart Inc.
Företaget grundades 1990 av Mark Lamberti efter att han hade förvärvat sex butiker tillhörande butikskedjan Makro. 2011 köpte Walmart 51% av Massmart för 2,4 miljarder amerikanska dollar.
För 2018 omsatte företaget 95,6 miljarder sydafrikanska rand och hade en personalstyrka på omkring 48 500 anställda. Huvudkontoret ligger i Johannesburg.

## Länder

### Nuvarande
De har verksamheter i följande länder:
| - Botswana - Ghana - Kenya - Lesotho - Malawi - Moçambique - Namibia | - Nigeria - Sydafrika - Tanzania - Uganda - Zambia |

### Framtida
Länder och regioner där Massmart planerar att etablera sig i:
| - Swaziland - De fransktalande länderna i Centralafrika. |